# 国际药物过量意识日

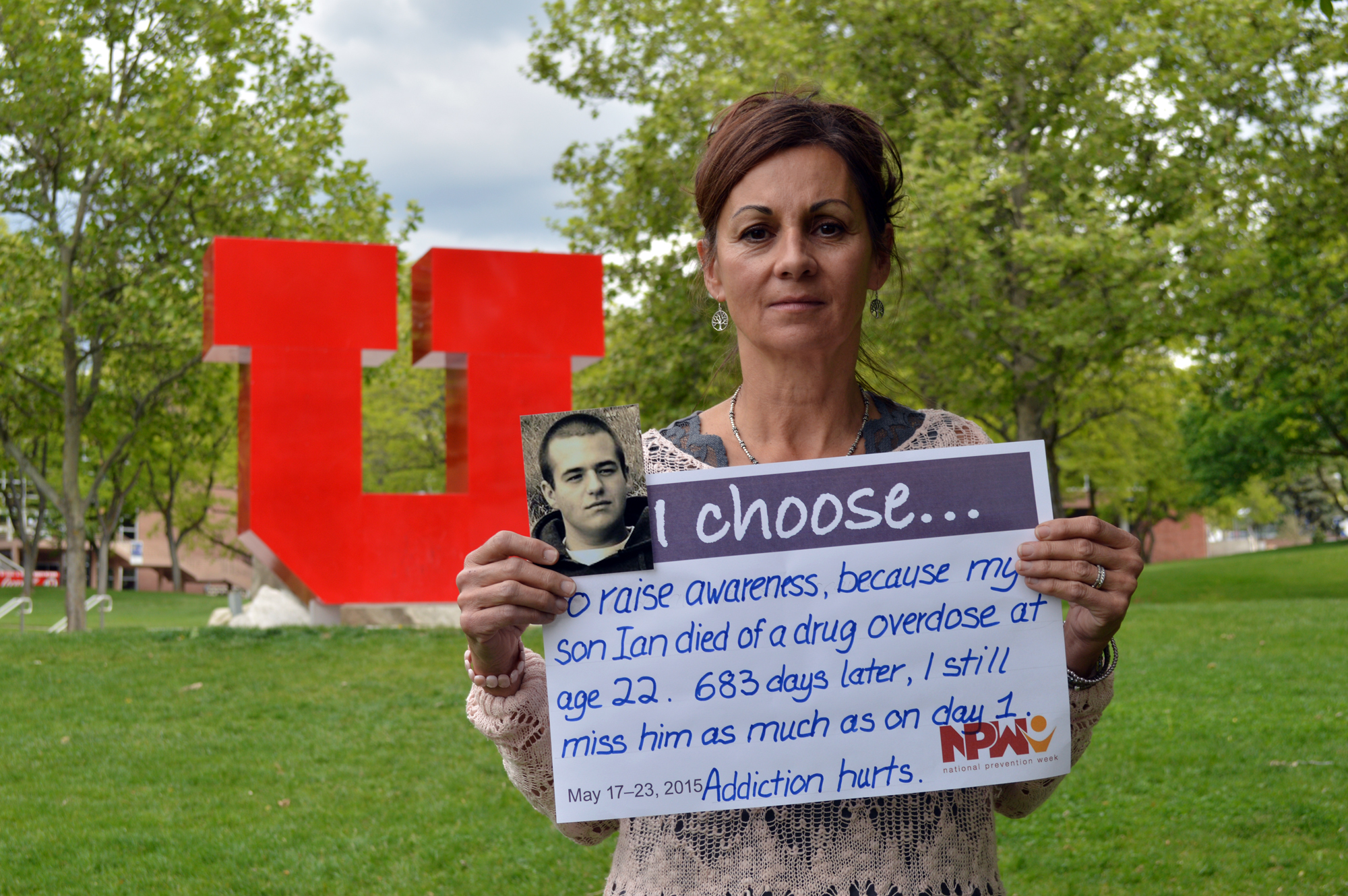
一位呼吁公众关注药物过量问题的母亲，她的儿子在2013年因药物过量而死

国际药物过量意识日（英語：International Overdose Awareness Day，简称IOAD或Overdose Day），是一项自2001年以来，每年8月31日举行的全球性活动。其目的是提高人们对药物过量的认识，减少与毒品相关的死亡的社會污名，并承认家人和朋友所感受到的悲痛。该活动第一天于2001年在澳大利亚举行，澳大利亚全国和新西兰分发了6000条银丝带。从那时起，该活动不断发展，并在40多个国家得到认可。同时，不幸的是，因药物过量导致的死亡人数继续上升，尤其是在北美。
银丝带和紫色是国际药物过量意识日的代表性标志。“是时候记住，是时候行动”（英語："Time to remember. Time to act"）是运动领导者使用的口号。

## 外部連結
- www.overdoseday.com (官方网站)